# Пагсли, Герберт Уильям
Герберт Уильям Пагсли (англ. Herbert William Pugsley, 24 января 1868 — 18 ноября 1947) — британский (английский) ботаник и коллекционер растений.

## Биография
Герберт Уильям Пагсли родился в городе Бристоль 24 января 1868 года.
Он собирал растения в Германии, Франции, Испании, Италии и Австрии. В своих ботанических работах, среди прочего, Пагсли участвовал в первых описаниях рода Нарцисс.
Умер в Уимблдоне (район Лондона) 18 ноября 1947 года.

## Научная деятельность
Герберт Уильям Пагсли специализировался на семенных растениях.

## Научные работы
- A revision of the British Euphrasiae, 1930, J. Linn. Soc. Lond. Bot. 48: 467—544.
- A monograph of Narcissus subgenus Ajax, 1933, J. Roy. Hort. Soc. 58: 17—93.
- Notes on Narcissi, 1939, J. Bot. 77: 333—337.
- New species of Hieracium in Britain, 1941, J. Bot. 79[2].
- List of British species of Hieracium, 1946, J. Ecol. 33 n. 2[2].
- A prodromus of the British Hieracia, 1948, Bot. J. Linn. Soc. 54: 1—356[2].